# Сергеев, Валерий Валентинович
Валерий Валентинович Сергеев (9 августа 1952, Хор, Хабаровский край — 19 сентября 2007, Новороссийск, Краснодарский край) — заслуженный артист РФ (1995), народный артист РФ (2003), актёр Волковского театра (1972—2007), директор театра (1995—2007).

## Биография
В 1972 году окончил Ярославское театральное училище. После был принят в труппу Волковского театра. В 1984 году окончил Ярославский государственный театральный институт.
Сыграл в театре и кино около 100 ролей. Начал творческий путь с ролей молодых героев в пьесах таких драматургов как Георгий Полонский, Валентин Ежов. Творческий рост молодого артиста проявился в созданном им образе Прова («Гнездо глухаря» В. С. Розова). Лауреат областной премии имени Ленинского комсомола за исполнение роли Бородина в спектакле «Соловьиная ночь» В. И. Ежова (1980).
В 1980-е годы играл Роланда в «Укрощении укротителя» Флетчера, Глинкина в «Фальшивой монете» Горького, Гаврилы в «Горячем сердце» Островского, героев Островского, Достоевского, Ибсена, Горького, Шукшина.
Автор музыкальных моноспектаклей «Сергей Есенин» по стихам поэта, «Вера, надежда, любовь» по стихам и песням Б. Ш. Окуджавы, «До третьих петухов» и «Верую» В. М. Шукшина. Снялся в фильмах: «Солнечный ветер» (1982), «Средь бела дня…» (1983), «Три процента риска» (1984), «Любофф» (1991), «На углу у Патриарших-2» (2001), «На углу у Патриарших-3» (2003), «На углу у Патриарших-4» (2004), «Защита Красина» (2006), «Большая игра» (2007).
Из актёрских работ поздних лет критики отмечали роли Мамаева («На всякого мудреца довольно простоты»), Бахчеева («Фома» по Достоевскому), Наполеона («Корсиканка» И. Губача). За исполнение роли Бахчеева Валерий Сергеев получил областную премию в творческом смотре-конкурсе «Лучшая роль года» в номинации «Лучшая роль второго плана» (1997), за исполнение роли Мамаева — областную премию имени Фёдора Волкова «За заслуги в области театрального искусства» (1999).
С 1995 года являлся директором Волковского театра и членом Совета по культурной политике при Совете Федерации.
Умер в гостиничном номере во время гастролей театра в Новороссийске. Похоронен на Воинском мемориальном кладбище Ярославля.

## Награды и звания
- Народный артист РФ (11.06.2003)
- Заслуженный артист РФ (04.08.1995)
- Лауреат областной премии имени Ленинского комсомола за исполнение роли Бородина в спектакле «Соловьиная ночь» В. И. Ежова. Ярославль, 1980 год.
- Знак «Отличник культурного шефства над Вооруженными силами СССР». 1988 год.
- Областная премия в творческом смотре-конкурсе «Лучшая роль года» в номинации «Лучшая роль второго плана» за исполнение роли Бахчеева в спектакле «Фома» Ф. М. Достоевского. Ярославль, 1997 год.
- Звание «Почётный гражданин Кабардино-Балкарской Республики». Указ Президента В. М. Кокова «За заслуги в развитии театрального искусства». Нальчик, 1997 год.
- Областная премия имени Фёдора Волкова «За заслуги в области театрального искусства» за исполнение роли Мамаева в спектакле «На всякого мудреца довольно простоты» А. Н. Островского. Ярославль, 1999 год.